# Соболевський Олексій Іванович
Олексій Іванович Соболевський (26 грудня (7 січня) 1857, Москва, Російська імперія — 24 травня 1929, Москва, СРСР) — російський філолог-славіст, палеограф і фольклорист, академік Петербурзької академії наук з 1900.

## Короткі відомості
Закінчив 1878 Московський університет, працював доцентом, а згодом професором Київського університету (1882—1888), пізніше Петербурзького. З 1918 викладав у Московському університеті.
Досліджував старослов'янську мову й історію російської мови, а також їх літературні пам'ятки, зокрема й українські київської доби також з палеографічного боку (курс «Славяно-русская палеография», 1901 — 02). а також російську усну словесність і діалекти («Очерки русской диалектологии», 1892) з описом українських говірок. Відстоював російську шовіністичну концепцію однієї «російської» мови з основними діалектами: «великоросійським» (куди залічував і білоруську мову) та «малоросійським». У працях з історії російської мови («Очерки из истории русского языка», 1884; «Лекции по истории русского языка», 1888) описав також фонетичні риси низки рукописів 12 — 15 вв. українського походження, що їх Соболевський тенденційно звав «галицько-волинськими», твердячи, ніби у Києві й Чернігові говорено тоді по-«великоросійськи». Наявність цих рис у північно-східних київських пам'ятках, як і в сьогоднішніх північно-східних українських говірках, тлумачив приселенням сюди галицько-волинських мовців після татарських спустошень і відпливу місцевого населення на північ («Древнекиевский гозор», 1905, «Известия ОРЯС»). Цим Соболевський відновив теорію М. Погодіна й викликав дискусію з А. Кримським. Незважаючи на їхню упередженість, історичні праці Соболевського мають велике значення завдяки багатству філологічно фахово відчитаних фактів старих текстів і завдяки увазі до регіональних особливостей; більше, ніж хто інший, він прислужився до створення історичної діалектології східнослов'янських мов. Як діалектолог, Соболевський поділяв українські говірки на архаїчні північні (до них зараховував і архаїчні карпатські) та південні. Пробуючи подати етимології засвідчених античними авторами етнонімів, гідронімів, топонімів та антропонімів і сучасних місцевих назв і прізвищ (головно з України й Східної Європи), виводив їх інколи без належного критицизму з мови скіфів і сарматів («Русско-скифские этюды», 1928 — 29, «Известия ОРЯС»).

## Праці
- Исследования в области русской грамматики. Варшава, 1881.
- Светская повесть и роман в древнерусской литературе // Киевские университетские известия. 1883. № 2.
- Очерки из истории русского языка. Киев, 1884. Ч. 1
- Лекции по истории русского языка. Киев, 1888; 2-е изд. СПб., 1891; 4-е изд. СПб., 1907.
- Древний церковнославянский язык: Фонетика. М., 1891.
- Очерки русской диалектологии. СПб., 1892.
- Образованность Московской Руси XV—XVII веков. СПб., 1892.
- Церковно-славянские стихотворения конца IX — начала X веков. СПб., 1892.
- Великорусские народные песни. СПб., 1895—1902. Т. 1—7.
- Славяно-русская палеография. СПб., 1901; 2-е изд. СПб., 1908.
- Материалы и исследования в области славянской филологии и археологии. СПб., 1910. (Сборник Отделения русского языка и словесности Императорской Академии наук. Т. 88, прил. № 3).
- Лингвистические и археологические наблюдения. Варшава, 1910—1914. Вып. 1—3.